# Bob Keen
Robert Keen, detto Bob (Regno Unito, 1960), è un regista, truccatore ed effettista britannico.
Ha diretto otto film, tra cui Il mondo perduto (The Lost World), ma è noto soprattutto come truccatore e responsabile degli effetti speciali e visivi.
Tra il 1987 e il 1993 ha ricevuto ben 6 nomination ai Saturn Award come truccatore.
Nella vita privata è sposato con Sheila Keen.

## Filmografia

### Effetti speciali
- Guerre stellari (Star Wars), regia di George Lucas (1977) - non accreditato
- Superman , regia di Richard Donner (1978) - non accreditato
- Alien, regia di Ridley Scott (1979) - non accreditato
- The Dark Crystal (The Dark Crystal), regia di Jim Henson e Frank Oz (1982)
- Il ritorno dello Jedi (Return of the Jedi), regia di Richard Marquand (1983) - non accreditato
- La storia infinita (Die unendliche Geschichte), regia di Wolfgang Petersen (1984)
- Highlander - L'ultimo immortale (Highlander), regia di Russell Mulcahy (1986)
- Hellraiser: Non ci sono limiti (Hellraiser), regia di Clive Barker (1987)
- Waxwork - Benvenuti al museo delle cere (Waxwork), regia di Anthony Hickox (1988)
- Cabal (Nightbreed), regia di Clive Barker (1990)
- I Bought a Vampire Motorcycle, regia di Dirk Campbell (1990)
- Waxwork 2 - Bentornati al museo delle cere (Waxwork II: Lost in Time), regia di Anthony Hickox (1992)
- Hellraiser III: Inferno sulla città (Hellraiser III: Hell on Earth), regia di Anthony Hickox (1992)
- Grano rosso sangue II - Sacrificio finale (Children of the Corn II: The Final Sacrifice), regia di David Price (1992)
- Warlock - L'angelo dell'apocalisse (Warlock: The Armageddon), regia di Anthony Hickox (1993)
- Scavengers - serie TV (1994)
- Andre, regia di George Trumbull Miller (1994)
- Punto di non ritorno (Event Horizon), regia di Paul W. S. Anderson (1997)
- On Edge , regia di Frazer Lee (1999)
- 2001: Un'astronave spuntata nello spazio (2001: A Space Travesty), regia di Allan A. Goldstein (2000)
- Crust , regia di Mark Locke (2003)
- Out of Season, regia di Jevon O'Neill (2004)
- The Defender, regia di Dolph Lundgren (2004)
- House of 9, regia di Steven R. Monroe (2005)
- Digital Reaper (Dot.Kill), regia di John Irvin (2005)
- Boy Eats Girl  regia di Stephen Bradley (2005)
- Isolation - La fattoria del terrore (Isolation), regia di Billy O'Brien (2005)
- Wild Country, regia di Craig Strachan (2005)
- Fallen Angels, regia di Craig Strachan (2006)
- Knife Edge - In punta di lama (Knife Edge), regia di Anthony Hickox (2009)

### Effetti visivi
- Soprannaturale (The Unholy), regia di Camilo Vila (1988)
- Il mistero del principe Valiant (Prince Valiant), regia di Anthony Hickox
- On Edge , regia di Frazer Lee (1999)
- Dog Soldiers, regia di Neil Marshall (2002)

### Trucco
- L'Impero colpisce ancora (The Empire Strikes Back), regia di Irvin Kershner (1980)
- Inseminoid un tempo nel futuro (Inseminoid), regia di Norman J. Warren (1981)
- Krull, regia di Peter Yates (1983)
- Space Vampires (Lifeforce), regia di Tobe Hooper (1985)
- Screamtime, regia di Michael Armstrong e Stanley A. Long (1986)
- Hellraiser: Non ci sono limiti (Hellraiser), regia di Clive Barker (1987)
- Hellraiser II: Prigionieri dell'inferno (Hellbound: Hellraiser II), regia di Tony Randel (1988)
- Hardware - Metallo letale (Hardware), regia di Richard Stanley (1990)
- Waxwork 2 - Bentornati al museo delle cere (Waxwork II: Lost in Time), regia di Anthony Hickox (1992)
- Candyman - Terrore dietro lo specchio (Candyman), regia di Bernard Rose (1992)
- Warlock - L'angelo dell'apocalisse (Warlock: The Armageddon), regia di Anthony Hickox (1993)
- American Cyborg: Steel Warrior (Il guerriero d'acciaio), regia di Boaz Davidson (1993)
- Dungeons & Dragons - Che il gioco abbia inizio (Dungeons & Dragons), regia di Courtney Solomon (2000)
- Dog Soldiers, regia di Neil Marshall (2002)

### Regia
- Shepherd on the Rock (1993)
- The Big Game - film TV (1995)
- To Catch a Yeti - film TV (1995)
- Proteus (1995)
- Jim's Gift - film TV (1996)
- Il mondo perduto (The Lost World) (1998)
- The Beastery (2001)
- Heartstopper (2006)